# CONCACAF Gold Cup 2025
La CONCACAF Gold Cup 2025 è stata la 28ª edizione (la 18ª con la formula attuale) dell'omonimo torneo di calcio continentale per squadre nazionali maggiori maschili organizzato dalla CONCACAF. Il torneo si è svolto dal 14 giugno al 6 luglio 2025 negli Stati Uniti d'America e in Canada.
Il Messico, campione in carica, ha vinto nuovamente il torneo, centrando il 13esimo successo  nella competizione.

## Qualificazioni
Il 19 dicembre 2024 , la CONCACAF ha annunciato che l'Arabia Saudita avrebbe partecipato come ospite alle edizioni 2025 e 2027 del torneo anche se questo ha scatenato delle controversie. I partecipanti rimanenti si sono qualificati tramite la CONCACAF Nations League 2024-2025 e, in seconda battuta, tramite le qualificazioni apposite:
- Le quattro vincitrici dei quarti di finale della Lega A si qualificano automaticamente, mentre le quattro perdenti dei quarti di finale, le due terze e le due quarte classificate giocano le qualificazioni.
- Le vincenti di ognuno dei quattro gironi della Lega B si qualificano automaticamente, mentre le migliori due seconde giocano le qualificazioni.
- Le vincenti dei play-in.

## Formula
Il torneo si sviluppa in due fasi: prima una fase a gruppi e successivamente una fase a eliminazione diretta.
Mediante sorteggio sono stati formati i quattro gironi all'italiana (chiamati "gruppi"), composti ciascuno da quattro squadre. Ogni squadra affronta le altre in partite di sola andata per un totale di tre giornate. Ottengono l'accesso alla fase a eliminazione diretta le squadre classificatesi ai primi due posti di ciascun raggruppamento.
La fase a eliminazione diretta consiste in un tabellone di tre turni (quarti di finale, semifinali e finale) ad accoppiamenti prestabiliti. In caso di parità al termine dei 90 minuti regolamentari, sono previsti prima i tempi supplementari e poi i tiri di rigore.

## Squadre partecipanti
Nove squadre si qualificano direttamente tramite la CONCACAF Nations League 2024-2025, altre quattordici squadre disputano i play-off di qualificazione per altri sette posti.
| Pr. | Squadra           | Data di qualificazione certa | Partecipante in quanto                                                    | Partecipazioni precedenti | Ultima presenza                  |
| --- | ----------------- | ---------------------------- | ------------------------------------------------------------------------- | ------------------------- | -------------------------------- |
| 1   | Haiti             | 15 novembre 2024             | Vincitrice del gruppo C della Lega B della CONCACAF Nations League        | 9                         | USA - Canada 2023                |
| 2   | El Salvador       | 17 novembre 2024             | Vincitrice del gruppo A della Lega B della CONCACAF Nations League        | 13                        | USA - Canada 2023                |
| 3   | Curaçao           | 18 novembre 2024             | Vincitrice del gruppo B della Lega B della CONCACAF Nations League        | 2                         | USA - Costa Rica - Giamaica 2019 |
| 4   | Stati Uniti       | 18 novembre 2024             | Vincitore dei quarti di finale della Lega A della CONCACAF Nations League | 17                        | USA - Canada 2023                |
| 5   | Panama            | 18 novembre 2024             | Vincitore dei quarti di finale della Lega A della CONCACAF Nations League | 11                        | USA - Canada 2023                |
| 6   | Rep. Dominicana   | 19 novembre 2024             | Vincitrice del gruppo D della Lega B della CONCACAF Nations League        | -                         | Esordiente                       |
| 7   | Canada            | 19 novembre 2024             | Vincitore dei quarti di finale della Lega A della CONCACAF Nations League | 16                        | USA - Canada 2023                |
| 8   | Messico           | 19 novembre 2024             | Vincitore dei quarti di finale della Lega A della CONCACAF Nations League | 17                        | USA - Canada 2023                |
| 9   | Arabia Saudita    | 19 dicembre 2024             | Invitata come ospite                                                      | -                         | Esordiente                       |
| 10  | Trinidad e Tobago | 25 marzo 2025                | Vincitore qualificazioni                                                  | 12                        | USA - Canada 2023                |
| 11  | Suriname          | 25 marzo 2025                | Vincitore qualificazioni                                                  | 1                         | USA 2021                         |
| 12  | Giamaica          | 25 marzo 2025                | Vincitore qualificazioni                                                  | 13                        | USA - Canada 2023                |
| 13  | Guadalupa         | 25 marzo 2025                | Vincitore qualificazioni                                                  | 5                         | USA - Canada 2023                |
| 14  | Guatemala         | 25 marzo 2025                | Vincitore qualificazioni                                                  | 12                        | USA - Canada 2023                |
| 15  | Costa Rica        | 25 marzo 2025                | Vincitore qualificazioni                                                  | 16                        | USA - Canada 2023                |
| 16  | Honduras          | 25 marzo 2025                | Vincitore qualificazioni                                                  | 16                        | USA - Canada 2023                |

## Sorteggio dei gruppi
Il sorteggio finale si è tenuto il 10 aprile 2025.
Le squadre sono suddivise in quattro fasce in base al ranking CONCACAF del 26 marzo 2025. Alle squadre in prima fascia è già assegnato il gruppo: il Messico, in quanto vincitore della precedente edizione, è nel gruppo A, Canada nel gruppo B, Panama nel gruppo C e gli Stati Uniti nel gruppo D.

### Urne
| Urna 1                                                | Urna 2                             | Urna 3                                           | Urna 4                                           |
| ----------------------------------------------------- | ---------------------------------- | ------------------------------------------------ | ------------------------------------------------ |
| Messico (A1) Canada (B1) Panama (C1) Stati Uniti (D1) | Costa Rica Giamaica Honduras Haiti | Guatemala Trinidad e Tobago El Salvador Suriname | Guadalupa Curaçao Rep. Dominicana Arabia Saudita |

## Arbitri
Di seguito gli arbitri designati dalla CONCACAF per la competizione.
- Juan Gabriel Calderón
- Keylor Herrera
- Oshane Nation
- Mario Escobar
- Walter López Castellanos

- Selvin Brown
- Adonai Escobedo
- Katia Itzel García
- Marco Ortíz
- Ismael Cornejo

- Kwinsi Williams
- Joe Dickerson
- Lukasz Szpala

## Stadi
Il 25 settembre 2024 la CONCACAF ha annunciato i 14 impianti prescelti su 13 città, 12 negli Stati Uniti e 1 in Canada.
| Stati Uniti                | Stati Uniti | Stati Uniti | Stati Uniti | Stati Uniti          |
| Arlington                  | Minneapolis | Houston | Houston | Inglewood            |
| -------------------------- | --- | --- | --- | -------------------- |
| AT&T Stadium               | U.S. Bank Stadium                                                                                                  | NRG Stadium | Shell Energy Stadium                                                                                               | SoFi Stadium         |
| Capacità: 80000            | Capacità: 66655 | Capacità: 72220 | Capacità: 22039 | Capacità: 70240      |
|                            | | | |                      |
| Santa Clara                | Minneapolis Arlington Glendale Paradise Inglewood Santa Clara Houston San Diego Carson Austin Saint Louis San Jose | Minneapolis Arlington Glendale Paradise Inglewood Santa Clara Houston San Diego Carson Austin Saint Louis San Jose | Minneapolis Arlington Glendale Paradise Inglewood Santa Clara Houston San Diego Carson Austin Saint Louis San Jose | Glendale             |
| Levi's Stadium             | Minneapolis Arlington Glendale Paradise Inglewood Santa Clara Houston San Diego Carson Austin Saint Louis San Jose | Minneapolis Arlington Glendale Paradise Inglewood Santa Clara Houston San Diego Carson Austin Saint Louis San Jose | Minneapolis Arlington Glendale Paradise Inglewood Santa Clara Houston San Diego Carson Austin Saint Louis San Jose | State Farm Stadium   |
| Capacità: 68500            | Minneapolis Arlington Glendale Paradise Inglewood Santa Clara Houston San Diego Carson Austin Saint Louis San Jose | Minneapolis Arlington Glendale Paradise Inglewood Santa Clara Houston San Diego Carson Austin Saint Louis San Jose | Minneapolis Arlington Glendale Paradise Inglewood Santa Clara Houston San Diego Carson Austin Saint Louis San Jose | Capacità: 63400      |
|                            | Minneapolis Arlington Glendale Paradise Inglewood Santa Clara Houston San Diego Carson Austin Saint Louis San Jose | Minneapolis Arlington Glendale Paradise Inglewood Santa Clara Houston San Diego Carson Austin Saint Louis San Jose | Minneapolis Arlington Glendale Paradise Inglewood Santa Clara Houston San Diego Carson Austin Saint Louis San Jose |                      |
| Carson                     | Minneapolis Arlington Glendale Paradise Inglewood Santa Clara Houston San Diego Carson Austin Saint Louis San Jose | Minneapolis Arlington Glendale Paradise Inglewood Santa Clara Houston San Diego Carson Austin Saint Louis San Jose | Minneapolis Arlington Glendale Paradise Inglewood Santa Clara Houston San Diego Carson Austin Saint Louis San Jose | Las Vegas (Paradise) |
| Dignity Health Sports Park | Minneapolis Arlington Glendale Paradise Inglewood Santa Clara Houston San Diego Carson Austin Saint Louis San Jose | Minneapolis Arlington Glendale Paradise Inglewood Santa Clara Houston San Diego Carson Austin Saint Louis San Jose | Minneapolis Arlington Glendale Paradise Inglewood Santa Clara Houston San Diego Carson Austin Saint Louis San Jose | Allegiant Stadium    |
| Capacità: 27000            | Minneapolis Arlington Glendale Paradise Inglewood Santa Clara Houston San Diego Carson Austin Saint Louis San Jose | Minneapolis Arlington Glendale Paradise Inglewood Santa Clara Houston San Diego Carson Austin Saint Louis San Jose | Minneapolis Arlington Glendale Paradise Inglewood Santa Clara Houston San Diego Carson Austin Saint Louis San Jose | Capacità: 61000      |
|                            | Minneapolis Arlington Glendale Paradise Inglewood Santa Clara Houston San Diego Carson Austin Saint Louis San Jose | Minneapolis Arlington Glendale Paradise Inglewood Santa Clara Houston San Diego Carson Austin Saint Louis San Jose | Minneapolis Arlington Glendale Paradise Inglewood Santa Clara Houston San Diego Carson Austin Saint Louis San Jose |                      |
| San Diego                  | San Jose | Austin | Saint Louis |                      |
| Snapdragon Stadium         | PayPal Park | Q2 Stadium | CityPark |                      |
| Capacità: 35000            | Capacità: 18000 | Capacità: 20500 | Capacità: 22500 |                      |
|                            | | | |                      |

| Canada          | Canada    | Canada    | Canada    |
| --------------- | --------- | --------- | --------- |
| Vancouver       | Vancouver | Vancouver | Vancouver |
| BC Place        | Vancouver | Vancouver | Vancouver |
| Capacità: 54320 | Vancouver | Vancouver | Vancouver |
|                 | Vancouver | Vancouver | Vancouver |

## Fase a gruppi

### Gruppo A
| Pos. | Squadra         | Pt | G | V | N | P | GF | GS | DR |
| ---- | --------------- | -- | - | - | - | - | -- | -- | -- |
| 1.   | Messico         | 7  | 3 | 2 | 1 | 0 | 5  | 2  | +3 |
| 2.   | Costa Rica      | 7  | 3 | 2 | 1 | 0 | 6  | 4  | +2 |
| 3.   | Rep. Dominicana | 1  | 3 | 0 | 1 | 2 | 3  | 5  | -2 |
| 4.   | Suriname        | 1  | 3 | 0 | 1 | 2 | 3  | 6  | -3 |

| Arbitro: | Oshane Nation |

|                                    |           |                         |
| Álvarez 44’ Jiménez 47’ Montes 53’ | Marcatori | 51’ González 67’ Azcona |

| Arbitro: | Joe Dickerson |

|                                                           |           |                                        |
| Martínez 14’ Ugalde 19’ (rig.), 90+13’ (rig.) Alcócer 76’ | Marcatori | 34’ Kerk 59’ Margaret 65’ (rig.) Pinas |

| Arbitro: | Lukasz Szpala |

|                               |           |            |
| Ugalde 44’ (rig.) Alcócer 85’ | Marcatori | 16’ Urbáez |

| Arbitro: | Selvin Brown |

|  |           |                 |
|  | Marcatori | 57’, 63’ Montes |

| Paradise 22 giugno 2025, ore 19:00 UTC-7 | Messico       | 0 – 0 referto | Costa Rica | Allegiant Stadium (35000 spett.)\| Arbitro: \| Mario Escobar \| |
| Arbitro:                                 | Mario Escobar |               |            |                                                                 |

| Arlington 22 giugno 2025, ore 21:00 UTC-5 | Rep. Dominicana | 0 – 0 referto | Suriname | AT&T Stadium (20918 spett.)\| Arbitro: \| Ismael Cornejo \| |
| Arbitro:                                  | Ismael Cornejo  |               |          |                                                             |

### Gruppo B
| Pos. | Squadra     | Pt | G | V | N | P | GF | GS | DR |
| ---- | ----------- | -- | - | - | - | - | -- | -- | -- |
| 1.   | Canada      | 7  | 3 | 2 | 1 | 0 | 9  | 1  | +8 |
| 2.   | Honduras    | 6  | 3 | 2 | 0 | 1 | 4  | 7  | -3 |
| 3.   | Curaçao     | 2  | 3 | 0 | 2 | 1 | 2  | 3  | -1 |
| 4.   | El Salvador | 1  | 3 | 0 | 1 | 2 | 0  | 4  | -4 |

| San Jose 17 giugno 2025, ore 17:15 UTC-7 | Curaçao      | 0 – 0 referto | El Salvador | PayPal Park (13042 spett.)\| Arbitro: \| Katia García \| |
| Arbitro:                                 | Katia García |               |             |                                                          |

| Arbitro: | Mario Escobar |

|                                                                     |           |  |
| Sigur 27’ Oluwaseyi 45+3’ Buchanan 48’, 65’ P. David 75’ Saliba 90’ | Marcatori |  |

| Arbitro: | Juan Calderón |

|                 |           |           |
| Antonisse 90+4’ | Marcatori | 9’ Saliba |

| Arbitro: | Walter López Castellanos |

|                          |           |  |
| Quioto 33’ Ramírez 90+5’ | Marcatori |  |

| Arbitro: | Oshane Nation |

|                         |           |                     |
| Álvarez 32’ Palma 90+1’ | Marcatori | 42’ (aut.) Menjívar |

| Arbitro: | Joe Dickerson |

|                           |           |  |
| J. David 53’ Buchanan 56’ | Marcatori |  |

### Gruppo C
| Pos. | Squadra   | Pt | G | V | N | P | GF | GS | DR |
| ---- | --------- | -- | - | - | - | - | -- | -- | -- |
| 1.   | Panama    | 9  | 3 | 3 | 0 | 0 | 10 | 3  | +7 |
| 2.   | Guatemala | 6  | 3 | 2 | 0 | 1 | 4  | 3  | +1 |
| 3.   | Giamaica  | 3  | 3 | 1 | 0 | 2 | 3  | 6  | -3 |
| 4.   | Guadalupa | 0  | 3 | 0 | 0 | 3 | 5  | 10 | -5 |

| Arbitro: | Keylor Herrera |

|                                                               |           |                               |
| Martinez 6’ Díaz 13’, 17’ Guerrero 22’ (rig.) Rodríguez 90+2’ | Marcatori | 29’ Leborgne 71’ (rig.) David |

| Arbitro: | Juan Calderón |

|  |           |            |
|  | Marcatori | 32’ Santis |

| Arbitro: | Kwinsi Williams |

|                          |           |             |
| Bailey 41’ Russell 45+4’ | Marcatori | 32’ Ambrose |

| Arbitro: | Adonai Escobedo |

|  |           |               |
|  | Marcatori | 19’ Rodríguez |

| Arbitro: | Selvin Brown |

|                                        |           |          |
| Díaz 4’, 17’, 45’ (rig.) Rodríguez 89’ | Marcatori | 27’ Bell |

| Arbitro: | Marco Ortíz |

|                                |           |                                        |
| Plumain 50’ (rig.) Phaeton 78’ | Marcatori | 13’ (rig.) Pinto 29’ Escobar 70’ Rubin |

### Gruppo D
| Pos. | Squadra           | Pt | G | V | N | P | GF | GS | DR |
| ---- | ----------------- | -- | - | - | - | - | -- | -- | -- |
| 1.   | Stati Uniti       | 9  | 3 | 3 | 0 | 0 | 8  | 1  | +7 |
| 2.   | Arabia Saudita    | 4  | 3 | 1 | 1 | 1 | 2  | 2  | 0  |
| 3.   | Trinidad e Tobago | 2  | 3 | 0 | 2 | 1 | 2  | 7  | -5 |
| 4.   | Haiti             | 1  | 3 | 0 | 1 | 2 | 2  | 4  | -2 |

| Arbitro: | Adonai Escobedo |

|                                                       |           |  |
| Tillman 16’, 41’ Agyemang 44’ Aaronson 82’ Wright 84’ | Marcatori |  |

| Arbitro: | Walter López Castellanos |

|  |           |                      |
|  | Marcatori | 21’ (rig.) Al-Shehri |

| Arbitro: | Ismael Cornejo |

|            |           |             |
| Garcia 68’ | Marcatori | 49’ Pierrot |

| Arbitro: | Marco Ortíz |

|  |           |              |
|  | Marcatori | 63’ Richards |

| Arbitro: | Keylor Herrera |

|                 |           |           |
| Al-Buraikan 60’ | Marcatori | 10’ Sealy |

| Arbitro: | Katia García |

|                          |           |              |
| Tillman 10’ Agyemang 78’ | Marcatori | 19’ Louicius |

## Fase a eliminazione diretta

### Tabellone
|  | Quarti di finale | Quarti di finale  | Quarti di finale |           |             | Semifinali  | Semifinali | Semifinali |  |  | Finale | Finale | Finale |  |
|  |                  |                   |                  |           |             |             |            |            |  |  |        |        |        |  |
|  | 1D               | Stati Uniti (dtr) | 2 (4)            |           |             |             |            |            |  |  |        |        |        |  |
|  | 1D               | Stati Uniti (dtr) | 2 (4)            |           |             |             |            |            |  |  |        |        |        |  |
|  | 2A               | Costa Rica        | 2 (3)            |           |             |             |            |            |  |  |        |        |        |  |
|  | 2A               | Costa Rica        | 2 (3)            |           | Stati Uniti | Stati Uniti | 2          |            |  |  |        |        |        |  |
|  |                  |                   |                  |           | Stati Uniti | Stati Uniti | 2          |            |  |  |        |        |        |  |
|  |                  |                   | Guatemala        | Guatemala | 1           |             |            |            |  |  |        |        |        |  |
|  | 1B               | Canada            | Guatemala        | Guatemala | 1           | 1 (5)       |            |            |  |  |        |        |        |  |
|  | 1B               | Canada            |                  |           |             |             |            |            |  |  |        |        |        |  |
|  | 2C               | Guatemala (dtr)   | 1 (6)            |           |             |             |            |            |  |  |        |        |        |  |
|  | 2C               | Guatemala (dtr)   | 1 (6)            |           | Stati Uniti | Stati Uniti | 1          |            |  |  |        |        |        |  |
|  |                  |                   |                  |           |             |             |            |            |  |  |        |        |        |  |
|  |                  |                   | Messico          | Messico   | 2           |             |            |            |  |  |        |        |        |  |
|  | 1A               | Messico           | Messico          | Messico   | 2           | 2           |            |            |  |  |        |        |        |  |
|  | 1A               | Messico           |                  |           |             |             |            |            |  |  |        |        |        |  |
|  | 2D               | Arabia Saudita    | 0                |           |             |             |            |            |  |  |        |        |        |  |
|  | 2D               | Arabia Saudita    | 0                |           | Messico     | Messico     | 1          |            |  |  |        |        |        |  |
|  |                  |                   |                  |           | Messico     | Messico     | 1          |            |  |  |        |        |        |  |
|  |                  |                   | Honduras         | Honduras  | 0           |             |            |            |  |  |        |        |        |  |
|  | 1C               | Panama            | Honduras         | Honduras  | 0           | 1 (4)       |            |            |  |  |        |        |        |  |
|  | 1C               | Panama            |                  |           |             |             |            |            |  |  |        |        |        |  |
|  | 2B               | Honduras (dtr)    | 1 (5)            |           |             |             |            |            |  |  |        |        |        |  |

### Quarti di finale
| Arbitro: | Katia García |

|                                          |                      |                                               |
| Díaz 45+1’ (rig.)                        | Marcatori            | 82’ Lozano                                    |
| Escobar Díaz Godoy Harvey Davis Guerrero | Tiri di rigore 4 – 5 | Palma Arriaga Rosales Maldonado Lozano Pineda |

| Arbitro: | Lukasz Szpala |

|                          |           |  |
| Vega 49’ Madu 81’ (aut.) | Marcatori |  |

| Arbitro: | Keylor Herrera |

|                                                                   |                      |                                                |
| J. David 30’ (rig.)                                               | Marcatori            | 69’ Rubin                                      |
| P. David Jebbison Cornelius Choinière Larin Saliba de Fougerolles | Tiri di rigore 5 – 6 | Santis Samayoa Herrera Lom Pinto Altán Morales |

| Arbitro: | Walter López Castellanos |

|                                              |                      |                                                      |
| Luna 43’ Arfsten 47’                         | Marcatori            | 12’ (rig.) Calvo 71’ Martínez                        |
| Adams Tillman Berhalter Freeman Tolkin Downs | Tiri di rigore 4 – 3 | Martínez J. Vargas Van der Putten Brenes Calvo Rojas |

### Semifinali
| Arbitro: | Oshane Nation |

|              |           |             |
| Luna 4’, 15’ | Marcatori | 80’ Escobar |

| Arbitro: | Juan Calderón |

|             |           |  |
| Jiménez 50’ | Marcatori |  |

### Finale
| Arbitro: | Mario Escobar |

|             |           |                         |
| Richards 4’ | Marcatori | 27’ Jiménez 77’ Álvarez |

## Statistiche

### Classifica marcatori
6 reti
- Ismael Díaz (2 rig.)

3 reti
- Tajon Buchanan
- Manfred Ugalde (3 rig.)
- Raúl Jiménez
- César Montes
- Tomás Rodríguez
- Diego Luna
- Malik Tillman

2 reti
- Jonathan David (1 rig.)
- Nathan-Dylan Saliba
- Josimar Alcócer
- Alonso Martínez
- Olger Escobar
- Rubio Rubin
- Edson Álvarez
- Patrick Agyemang
- Chris Richards

1 rete
- Firas Al-Buraikan
- Saleh Al-Shehri (1 rig.)
- Promise David
- Tani Oluwaseyi
- Niko Sigur
- Francisco Calvo (1 rig.)
- Jeremy Antonisse
- Leon Bailey
- Amari'i Bell
- Jon Russell
- Thierry Ambrose
- Florian David (1 rig.)
- Jordan Leborgne
- Matthias Phaeton
- Ange-Freddy Plumain (1 rig.)
- José Carlos Pinto (1 rig.)
- Óscar Santis
- Louicius Don Deedson
- Frantzdy Pierrot
- Jorge Álvarez
- Anthony Lozano
- Luis Palma
- Romell Quioto
- Dixon Ramírez
- Alexis Vega
- Eduardo Guerrero (1 rig.)
- Cristian Jesús Martínez
- Edison Azcona
- Peter González
- Joao Urbáez
- Brenden Aaronson
- Maximilian Arfsten
- Haji Wright
- Gyrano Kerk
- Richonell Margaret
- Shaquille Pinas (1 rig.)
- Justin Garcia
- Dante Sealy

Autoreti
- Abdullah Madu (1, pro Messico)
- Edrick Menjívar (1, pro Guadalupa)